# Satyrium longicolle
Satyrium longicolle är en orkidéart som beskrevs av John Lindley. Satyrium longicolle ingår i släktet Satyrium och familjen orkidéer. Inga underarter finns listade i Catalogue of Life.